# Louise Royer
Louise Royer, née à Montréal au Québec, est une écrivaine canadienne. Elle est l'auteure du roman ipod et minijupe au 18e siècle publié aux Éditions David en 2011. Ce roman, une aventure pour jeunes de 14-18 ans, est le premier tome dans une série. Le deuxième tome a été publié par les Éditions David en 2012 sous le titre de Culotte et redingote au 21e siècle. Il sera suivi par Bastille et dynamite, publié en 2015   et par Téléportation et tours jumelles, publié en 2018.

## Biographie
Dr Louise Royer est née à Montréal, Canada et habite maintenant en Ontario. Ses études et sa carrière l’ont amené d’un bout à l’autre du pays, soit à Vancouver pour ses études doctorales en physique et à Halifax pour des études post-doctorales en océanographie. Ses publications, avant la parution de son premier roman, consistaient uniquement de nombreux articles dans des revues scientifiques.